# روزنبرگ (اوشتالب)
روزنبرگ (به آلمانی: Rosenberg) یک شهر در آلمان است که در استالبکرایس واقع شده‌است.